# Mikołaj I Zorzi
Mikołaj I Zorzi (zm. 1345) – wenecki władca Markizatu Bodonitzy w latach 1335-1345.

## Życiorys
W 1335 roku ożenił się z Guglielma Pallavicini dziedziczką Markizatu Bodonitzy i wdowa po Bartolommeo Zaccaria. Jego synami byli: Franciszek Zorzi i Mikołaj III Zorzi.    